# غلف ستريم إكس-54
غلف ستريم إكس-54 (بالإنجليزية: Gulfstream X-54)‏ هي طائرة تجريبية أنتجت في الولايات المتحدة. من صناعة غلف ستريم الفضائية.